# Myopiarolis carinata
Myopiarolis carinata là một loài chân đều trong họ Serolidae. Loài này được Bruce miêu tả khoa học năm 2008.